# Drużynowe Mistrzostwa Świata Par Strongman 2004
Drużynowe Mistrzostwa Świata Par Strongman 2004 – doroczne, drużynowe zawody siłaczy, rozgrywane w zespołach złożonych z dwóch zawodników, reprezentujących ten sam kraj.
Data: 5 września 2004 r.

Miejsce: Płock  Polska
WYNIKI ZAWODÓW:
| Miejsce | Zawodnicy                                | Kraj              | Punkty |
| ------- | ---------------------------------------- | ----------------- | ------ |
| 1.      | Jarosław Dymek, Mariusz Pudzianowski     | Polska            | 61     |
| 2.      | Vilius Petrauskas, Žydrūnas Savickas     | Litwa             | 45,5   |
| 3.      | Raimonds Bergmanis, Agris Kazeļņiks      | Łotwa             | 41     |
| 4.      | Juha-Pekka Aitala, Tomi Lotta            | Finlandia         | 40     |
| 5.      | Eddy Ellwood, Mark Felix                 | Anglia            | 38     |
| 6.      | Karl Gillingham, Mark Philippi           | Stany Zjednoczone | 33     |
| 7.      | Anders Johansson, Benny Wennberg         | Szwecja           | 15,5   |
| 8.      | Franz Beil (kontuzjowany), Heinz Ollesch | Niemcy            | 11     |